# RD-253

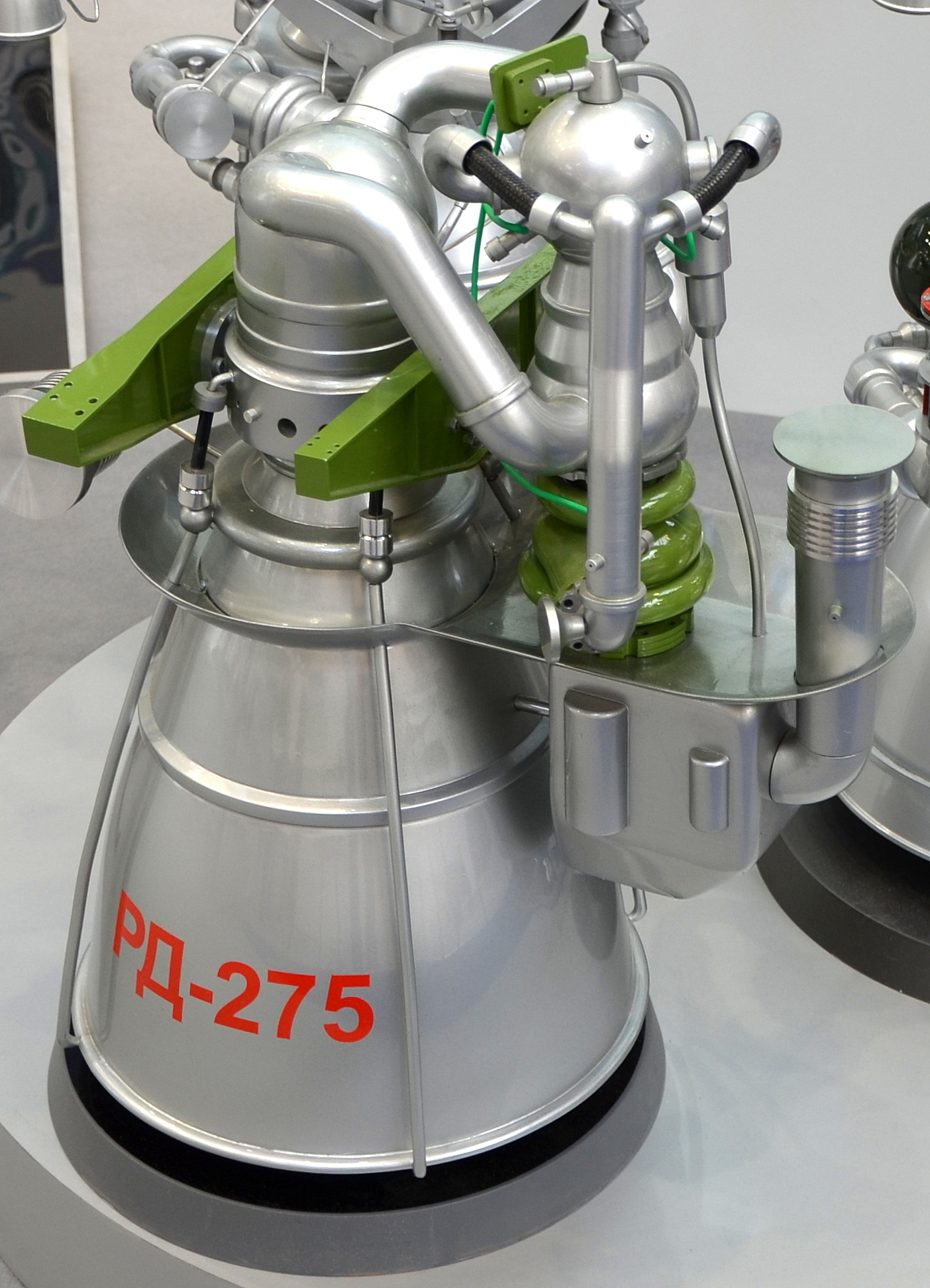
Modelo do motor RD-275.

O RD-253 e suas evoluções subsequentes, o RD-275 e o RD-275M, são motores de foguete de combustível líquido Desenvolvidos na União Soviética na Energomash. Esses motores são usados no primeiro estágio  do veículo lançador Proton queimando  N2O4 e UDMH, em um ciclo de combustão em estágios para girar as turbinas de pressurização. Essa combinação é muito tóxica mas hipergólica, podendo ser armazenada a temperatura ambiente, simplificando o projeto.
O RD-253 gera um empuxo de 1.470 kN, isp de  285 s, pressão na câmara de 14,7 MPa  com 3 m de comprimento e 1,5 m de diâmetro, pesa 1.080 kg.

## Versões
- RD-220: Proposta inicial para o primeiro estágio do N-1.[7]
- RD-221: Proposta inicial para o segundo estágio do N-1.[7]
- RD-222 (ou 11D41): Desenvolvimento para o primeiro estágio do N-1.[7]
- RD-223 (ou 11D42): Desenvolvimento para o segundo estágio do N-1.[7]
- RD-253 (ou 11D43): Versão de produção para o primeiro estágio do Proton (8K62). Foi proposto para o primeiro estágio do N-1.[carece de fontes?]
- RD-253F (ou 11D43F): Projeto para o primeiro estágio do míssil R-36M (15А14).[7]
- RD-254 (ou 11D44): Projeto para o terceiro estágio do UR-700 e para o segundo estágio do Proton e do N-1, ele era uma versão do RD-253 para grandes altitudes.
- RD-275 (ou 14D14): Versão de produção para o primeiro estágio do Proton-M. Um RD-253 com empuxo aumentado em 8%.[7]
- RD-275М ou RD-276 (ou 14D14М): Versão de produção para o primeiro estágio do Proton-M. Um RD-275 melhorado.[7]

Algumas versões foram projetadas mas não chegaram a ser usadas. Uma delas foi a RD-256 cujo desenvolvimento foi interrompido na fase experimental.